# Siriri
Siriri là một đô thị thuộc bang Sergipe, Brasil. Đô thị này có diện tích 167,1 km², dân số năm 2007 là 7612 người, mật độ 45,55 người/km².